# Poienile Izei
Poienile Izei is een Roemeense gemeente in het district Maramureș.
Poienile Izei telt 1001 inwoners.